# Emanuel Steward

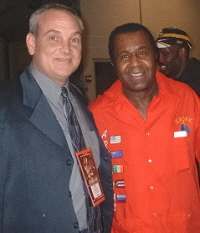
Emanuel Steward (rechts) und Keith Terceira, 2007

Emanuel Steward (* 7. Juli 1944 in Bottom Creek, West Virginia; † 25. Oktober 2012 in Detroit, Michigan oder Chicago, Illinois) war ein US-amerikanischer Boxtrainer, der in die International Boxing Hall of Fame aufgenommen wurde. Er wurde bekannt als Trainer der Schwergewichts-Weltmeister Lennox Lewis und Wladimir Klitschko.

## Leben
Stewards Eltern trennten sich bereits während seiner Kindheit. Im Alter von 12 Jahren zog er dann mit seiner Mutter nach Detroit. Dort fing er mit dem Boxen an und trainierte im Brewster Recreation Center, in dem früher auch Joe Louis trainiert hatte.
Steward, der den Beruf des Elektrikers erlernte, wurde 1963 als Amateur-Boxer „National Golden Gloves Champion“ im Bantamgewicht. Trotz dieses Erfolges und einer Kampfbilanz von 94 Siegen und 3 Niederlagen wurde er aber nie Profi.
Ab 1971 war Steward als professioneller Boxtrainer tätig. Er war Chef des Kronk-Stalls in Detroit, sein erster Boxer, der einen WM-Titel errang, war Duane Thomas 1980 (WBA-Weltmeister im Leichtgewicht). Bis in die 1990er Jahre trainierte er vor allem schlagstarke Boxer in den unteren Gewichtsklassen. Erst mit Michael Moorer hatte er einen bekannten Schwergewichtler, der ihn aber nach seinem Sieg über Bert Cooper verließ. Steward betreute Evander Holyfield bei dessen einzigem Sieg über Riddick Bowe und Oliver McCall bei dessen Sieg über Lennox Lewis. Nach diesem Kampf wechselte Steward die Seiten und blieb bis zu dessen Karriereende Trainer von Lennox Lewis. Zwischenzeitlich war er unter anderem für Naseem Hamed, Óscar de la Hoya und Julio César Chávez tätig. Steward betreute zeitweise auch den Deutschen Graciano Rocchigiani, unter anderem in dessen beiden Kämpfen gegen Dariusz Michalczewski, im August 1996 sowie im April 2000.
Steward war an Divertikulitis erkrankt. Er starb am 25. Oktober 2012 in einem Detroiter Krankenhaus im Alter von 68 Jahren. Bis zu seinem Tod war er Trainer von Schwergewichts-Weltmeister Wladimir Klitschko.